# Heteroxenia

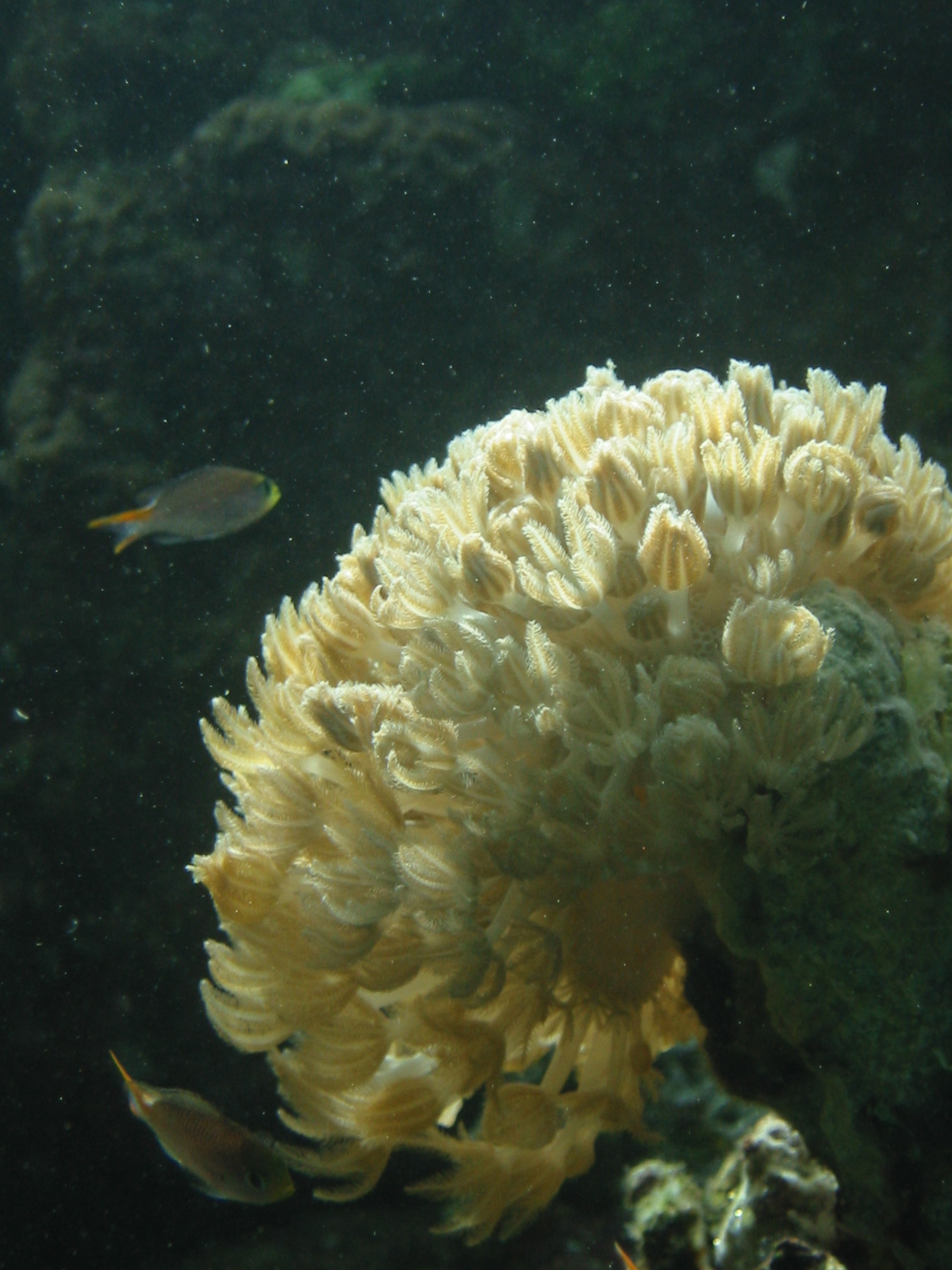

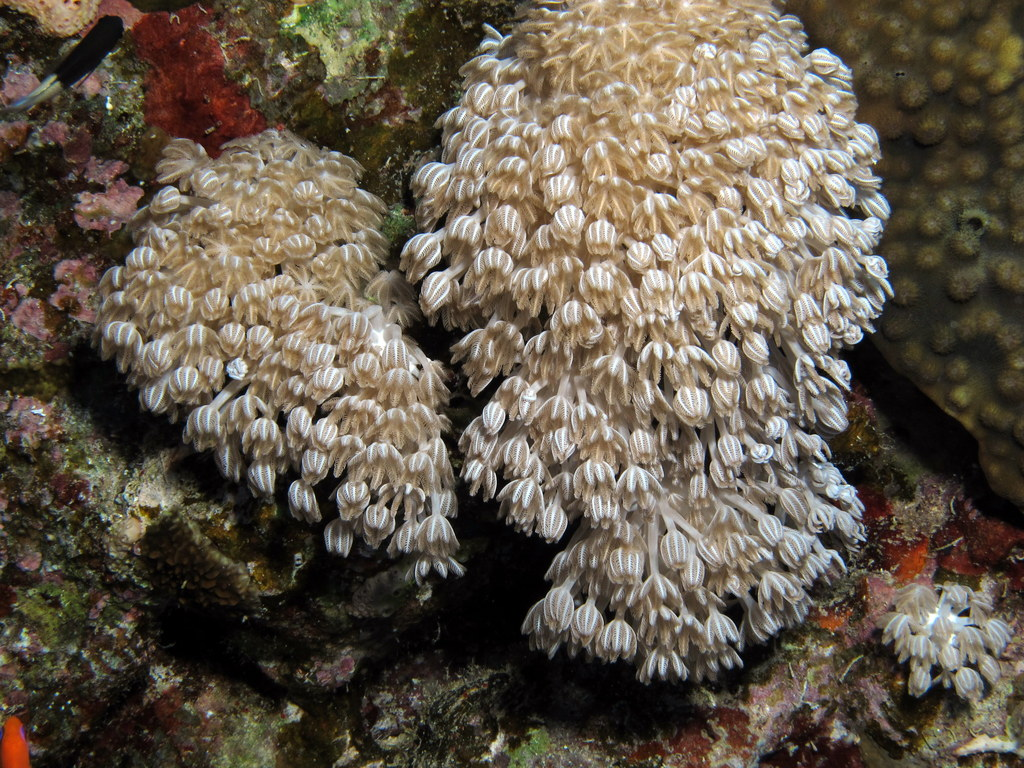

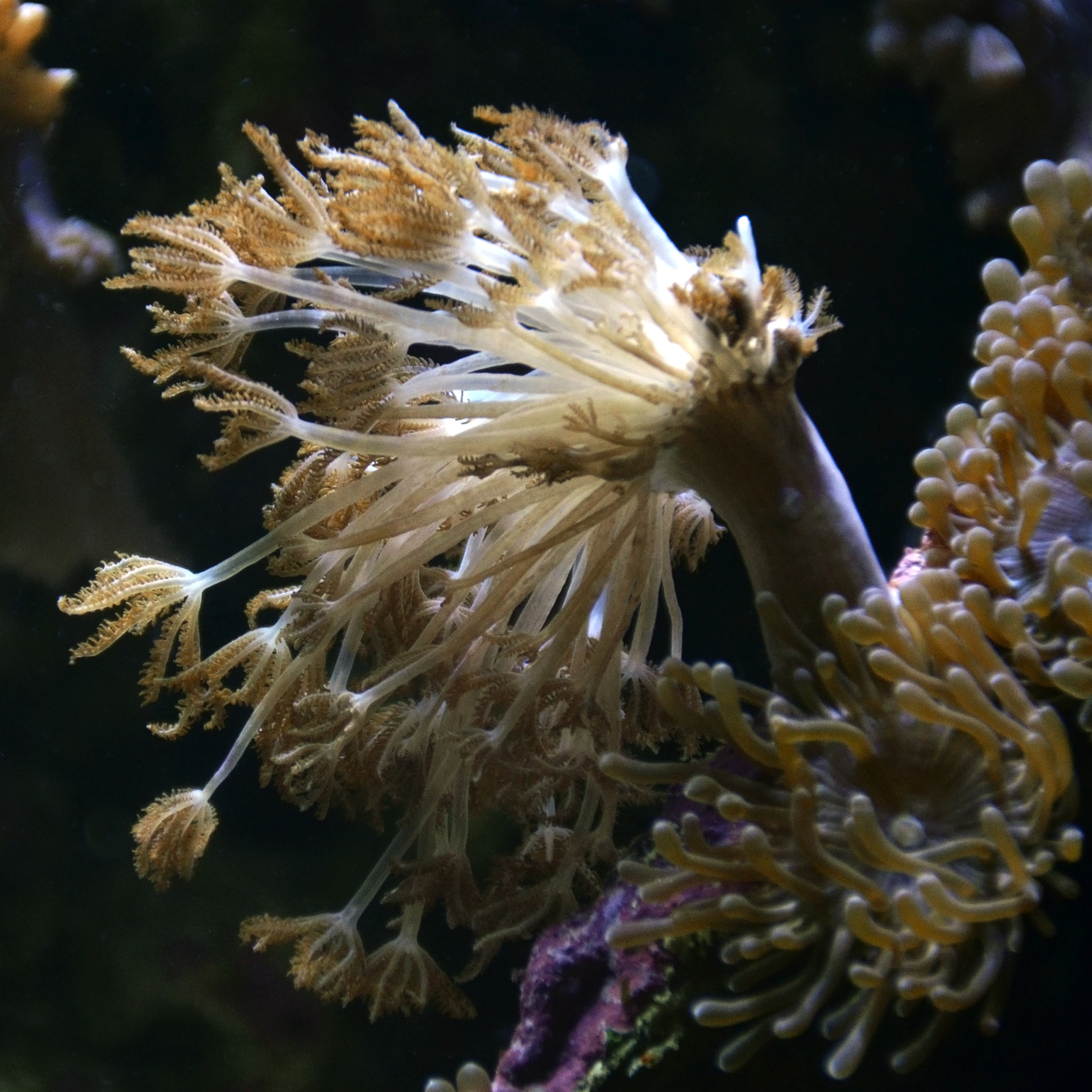

Heteroxenia es un género de corales de la familia Xeniidae, orden Alcyonacea.
Este género de octocorales pertenece a los corales blandos, así denominados porque, al contrario de los corales duros del orden Scleractinia, no generan un esqueleto de carbonato cálcico, por lo que no son generadores de arrecife. 
Algunas especies del género, como otras de la familia, son «pulsantes», que realizan un movimiento rítmico expandiendo y contrayendo sus tentáculos.

## Especies
El Registro Mundial de Especies Marinas acepta las siguientes especies:
- Heteroxenia bauiana. May, 1900
- Heteroxenia elisabethae. Kölliker, 1874
- Heteroxenia fuscescens. (Ehrenberg, 1834)
- Heteroxenia ghardaquensis. Gohar, 1940
- Heteroxenia lighti. Roxas, 1933
- Heteroxenia medioensis. Roxas, 1933
- Heteroxenia membranacea. Schenk, 1896
- Heteroxenia mindorensis. Roxas, 1933
- Heteroxenia minuta. Roxas, 1933
- Heteroxenia palmae. Roxas, 1933
- Heteroxenia philippinensis. Roxas, 1933
- Heteroxenia pinnata. Roxas, 1933
- Heteroxenia rigida. (May, 1899)
- Heteroxenia uniserta. (Kükenthal, 1902)

## Morfología
La colonia de pólipos tiene formas arbustivas, cuando estos están semirretraídos tienen forma de loma. Tienen dos tipos de pólipos: los autozoides tienen tallos de unos 3 a 5 cm de longitud, y sus 8 tentáculos tienen entre 18 y 23 pínnulas a cada lado; y los sifonozoides, entre 0.5 y 1 mm de longitud, y sin pínnulas. 
Sus tejidos tienen escleritos calcáreos, pequeños y ovalados, con la superficie granular, para darles consistencia.
De color blanco a azulado.
La característica más vistosa es el movimiento pulsante de los tentáculos autozoides del pólipo. No todas las especies pulsan, pero las que lo hacen pulsan hasta unas 40 veces por minuto.

## Hábitat y distribución
Viven en arrecifes, en zonas con buena intensidad de luz. Normalmente anclados en rocas y corales.
Se distribuyen en aguas tropicales del océano Indo-Pacífico, desde las costas de África oriental, incluido el mar Rojo, hasta Australia, Papúa Nueva Guinea, y Nueva Caledonia; al norte hasta Filipinas.

## Alimentación
Contienen algas simbióticas llamadas zooxantelas. Las algas realizan la fotosíntesis, produciendo oxígeno y azúcares, que son aprovechados por los corales, y se alimentan de los catabolitos del coral (especialmente fósforo y nitrógeno). Aunque está en discusión, algunos autores creen que con su movimiento pulsante capturan materia orgánica disuelta en el agua o facilitan la fotosíntesis.

## Reproducción
Se reproducen asexualmente por fisión. Y sexualmente, expeliendo larvas en la columna de agua, que, tras deambular unos días, se fijan al sustrato y evolucionan a pólipo. Posteriormente forman la colonia reproduciéndose asexualmente.